# Jacqueline Mitton
Pour les articles homonymes, voir Mitton.
Jacqueline Mitton, née en 1948, est une astronome britannique, autrice de livres de vulgarisation sur l'astronomie, ainsi que de livres pour enfants. 
Après avoir obtenu un BA au Somerville College (Oxford) en 1969, elle obtient un doctorat de l'Université de Cambridge en 1975. Elle a été rédactrice du Journal of the British Astronomical Association. Elle a été chargée des relations publiques de la Royal Astronomy Society. Elle a participé à la rédaction de plusieurs encyclopédies sur l'astronomie.

## Honneurs
L'astéroïde (4027) Mitton porte son nom et celui de son époux, Simon Mitton, également astronome.